# مورتن كيم
مورتن كيم (بالنرويجية البوكمول: Morten Bøe)‏ هو نبال نرويجي، ولد في 7 ديسمبر 1971 في ساندفيورد في النرويج.

## روابط خارجية
- مورتن كيم على موقع IMDb (الإنجليزية)